# Де Ситтер, Виллем
Виллем де Си́ттер (нидерл. Willem de Sitter, 1872—1934) — нидерландский астроном.

## Биография
Родился в Снеке, окончил Гронингенский университет, после чего работал вычислителем в обсерватории Мыс Доброй Надежды. В 1899—1907 был ассистентом в Астрономической лаборатории в Гронингене. В 1908 стал профессором астрономии в Лейденском университете, с 1919 по 1934 — директор Лейденской обсерватории. В 1925—1928 — президент Международного астрономического союза.

## Вклад в науку
Основные труды в области небесной механики, фотометрии звезд и космологии. Более 30 лет изучал спутники Юпитера, разработал новую теорию их движения, рассчитал новые элементы их орбит. Выполнил обширные фотометрические измерения звезд на различных галактических широтах. В 1904 установил систематические различия в цвете между звездами, расположенными вблизи Млечного Пути и вблизи галактического полюса. Наряду с А. Эйнштейном в 1917 положил начало применению теории относительности к космологической проблеме. Создал одну из первых релятивистских космологических моделей, названную его именем (модель де Ситтера). Эта модель предсказывает возможность быстрых движений космических объектов и послужила отправной точкой позднейших теорий расширяющейся Вселенной.

## Публикации
- On the bearing of the Principle of Relativity on Gravitational Astronomy, 1911, Monthly Notices of the Royal Astronomical Society, Vol. 71, p. 388—415
- A proof of the constancy of the velocity of light, 1913, Proceedings of the Royal Netherlands Academy of Arts and Sciences, 1913, 15 II: 1297—1298
- Ein astronomischer Beweis für die Konstanz der Lichtgeschwindigkeit, 1913, Physikalische Zeitschrift, 14: 429
- On the constancy of the velocity of light, 1913, Proceedings of the Royal Netherlands Academy of Arts and Sciences, 1913, 16 I: 395—396
- Über die Genauigkeit, innerhalb welcher die Unabhängigkeit der Lichtgeschwindigkeit von der Bewegung der Quelle behauptet werden kann, 1913, Physikalische Zeitschrift, 14: 1267

## Награды
- Медаль Джеймса Крейга Уотсона — 1929
- Медаль Кэтрин Брюс — 1931
- Золотая медаль Королевского астрономического общества — 1931

В его честь назван кратер на Луне и астероид № 1686.